# Карбон (кантон)
Карбо́н (фр. Carbonne, окс. Carbona) — кантон во Франции, находится в регионе Юг — Пиренеи, департамент Верхняя Гаронна. Входит в состав округа Мюре.
Код INSEE кантона — 3109. Всего в состав кантона Карбон входят 11 коммун, из них главной коммуной является Карбон.

## Население
Население кантона на 2009 год составляло 16 386 человек.
| 1962 | 1968 | 1975 | 1982 | 1990   | 1999   | 2006   | 2009   |
| ---- | ---- | ---- | ---- | ------ | ------ | ------ | ------ |
| 7195 | 8119 | 8745 | 9991 | 11 522 | 12 381 | 15 171 | 16 386 |

## Коммуны кантона
| Коммуна             | Население, чел. (2010) | Код INSEE | Почтовый индекс |
| ------------------- | ---------------------- | --------- | --------------- |
| Буа-де-ла-Пьер      | 417                    | 31071     | 31390           |
| Капан               | 559                    | 31104     | 31410           |
| Карбон              | 5205                   | 31107     | 31390           |
| Лонгаж              | 2650                   | 31303     | 31410           |
| Маркфав             | 1031                   | 31320     | 31390           |
| Мозак               | 1111                   | 31334     | 31410           |
| Монгазен            | 165                    | 31379     | 31410           |
| Монто               | 510                    | 31361     | 31410           |
| Ноэ                 | 2627                   | 31399     | 31410           |
| Песси               | 465                    | 31416     | 31390           |
| Сен-Сюльпис-сюр-Лез | 1845                   | 31517     | 31410           |